# Arphia secreta
Arphia secreta är en insektsart som beskrevs av Otte, D. 1984. Arphia secreta ingår i släktet Arphia och familjen gräshoppor. Inga underarter finns listade i Catalogue of Life.